# Alastor promontorii
Alastor promontorii är en stekelart som beskrevs av Meade-waldo. Alastor promontorii ingår i släktet Alastor och familjen Eumenidae. Inga underarter finns listade i Catalogue of Life.